# Glenurus atomatus
Glenurus atomatus är en insektsart som beskrevs av C.-k. Yang 1986. Glenurus atomatus ingår i släktet Glenurus och familjen myrlejonsländor. Inga underarter finns listade i Catalogue of Life.